# Asteroide de tipus O
Els rars asteroides de tipus O tenen espectres similars a la inusual asteroide 3628 Boznemcová, que és el millor partit d'asteroide amb els espectres d'L6 i LL6 dels meteorits de condrites ordinàries. Els seus espectres tenen una profunda longitud d'ona característica d'absorció de 0,75 μm.